# Isomyia viridiscutum
Isomyia viridiscutum är en tvåvingeart som beskrevs av Liang 1991. Isomyia viridiscutum ingår i släktet Isomyia och familjen Rhiniidae. Inga underarter finns listade i Catalogue of Life.